# Xiahou Shang
En aquest nom xinès, el cognom és Xiahou (夏侯).
Xiahou Shang (mort el 225 EC) va ser un dels nebots del general militar Xiahou Yuan de Cai Wei que visqué durant la tardana Dinastia Han Oriental i el període dels Tres Regnes de l'antiga Xina.

## En la ficció
En la novel·la del Romanç dels Tres Regnes, fou retratat com un oficial menor. I se diu que quan estava lluitant contra el Regne de Shu va caure presoner a la batalla del Mont Dingjun, però va ser alliberat en un intercanvi entre ell i Chen Shi. Durant l'intercanvi d'ostatges, Huang Zhong li disparà una fletxa a l'esquena i va ser greument ferit. Més tard va atacar el Regne de Wu estant sota el servei de Cao Zhen, però fou derrotat per Lu Xun.